# Chicago and Western Indiana Railroad
Die Chicago & Western Indiana Railroad (C&WI) war eine Bahngesellschaft im US-Bundesstaat Illinois, die den Bahnhof Dearborn Station in Chicago sowie die von dort südwärts nach Dolton und Hammond verlaufenden Strecken betrieb. Eigentümer des 1879 gegründeten Unternehmens waren fünf überregionale Bahnbetreiber, die über die C&WI-Infrastruktur Zugang in das Zentrum Chicagos erlangten. Nachdem die Nutzung der Dearborn Station durch Personenzüge 1971 im Fernverkehr und 1976 im Regionalverkehr geendet hatte, wurden die Zulaufstrecken teilweise verkauft und teilweise stillgelegt. Die C&WI besteht rechtlich als Tochterfirma der Union Pacific Railroad fort, ist aber seit 1994 keine Bahngesellschaft mehr.

## Geschichte
In den 1870er-Jahren bemühten sich fünf Bahngesellschaften darum, aus dem südlichen Illinois und westlichen Indiana eigene Streckenverbindungen in den Knotenpunkt Chicago zu schaffen. Hohe Grundstückskosten und die ablehnende Haltung der Stadtverwaltung von Chicago stellten die Unternehmen jedoch vor Schwierigkeiten. Unter Regie des Immobilienentwicklers John B. Brown wurde das Konzept einer gemeinsamen Terminal Railroad entworfen. Federführend war dabei die Chicago and Eastern Illinois Railroad (C&EI), die bereits Züge nach Chicago führte, dazu aber nördlich von Dolton Gleise der Pennsylvania Railroad (PRR) nutzen musste. Die C&EI vereinbarte mit der Wabash, St. Louis and Pacific Railway, der Chicago and Grand Trunk Railway, der Louisville, New Albany and Chicago Railroad (CIL) und der Chicago and Atlantic Railway die Gründung einer gemeinsam zu gleichen Teilen gehaltenen Tochtergesellschaft, der Chicago & Western Indiana Railroad, die am 5. Juni 1879 vollzogen wurde.
Bereits im Juli 1879 begann die C&WI mit dem Bau einer etwa 27 km (17 Meilen) langen Strecke von Dolton nordwärts nach Chicago, wo die Gesellschaft an der Van Buren Street Grundstücke für einen Endbahnhof erworben hatte. Da die Stadt Chicago einen weiteren Bahnhof in der Innenstadt ablehnte, entstand zunächst etwas weiter südlich ein Provisorium, mit dem bereits im Mai 1880 der Zugbetrieb aufgenommen werden konnte. Die Strecke war in Dolton mit den Gleisen der C&EI, auf Höhe der 74th Street mit der Wabash und auf Höhe der 49th Street mit der nach Chicago führenden Strecke der Chicago and Grand Trunk Railway verbunden.

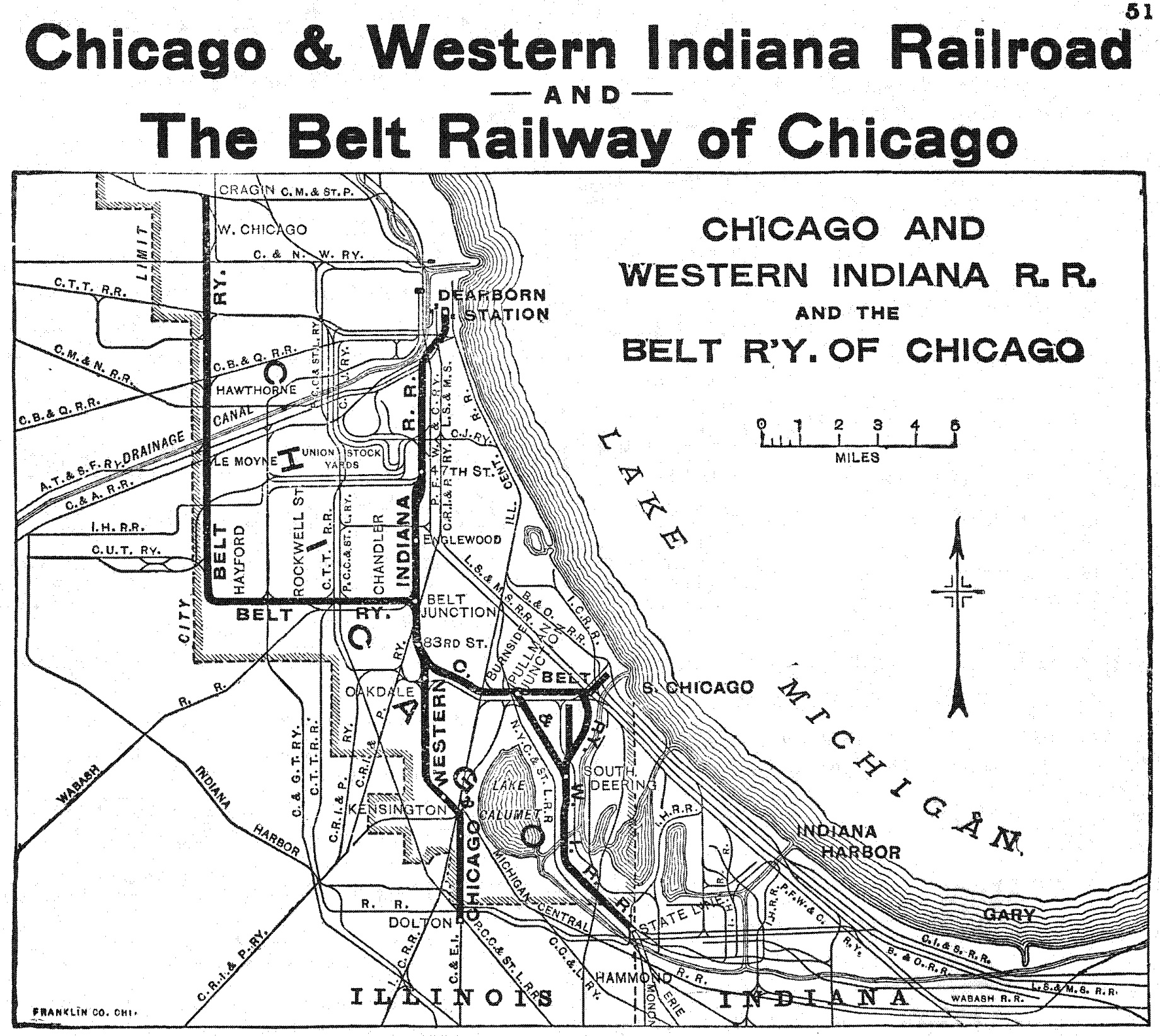
Karte der C&WI- und BRC-Strecken aus dem Jahr 1906

Um auch die Strecken der CIL und Chicago and Atlantic mit der C&WI-Strecke zu verbinden sowie die zunehmend industrialisierte Calumet-Region zwischen Chicago und Gary zu erschließen, wurden weitere Strecken projektiert. Für deren Bau wurden am 20. April 1880 bzw. 22. April 1881 mit der South Chicago & Western Indiana Railroad (SC&WI) und der Chicago and Western Indiana Belt Railway Company (C&WIBRC) zwei weitere Bahngesellschaften gegründet. Diese begannen mit dem Bau von drei Strecken: Eine 25,5 km lange Verbindung von der 74th Street west- und nordwärts bis zur Chicago, Milwaukee, St. Paul and Pacific Railroad in Belmont Cragin, eine mit nahezu allen von Südosten auf Chicago zulaufenden Strecken verbundene Querverbindung von der 87th Street ostwärts über Pullman Junction nach South Chicago sowie eine in Pullman Junction Richtung Südosten abzweigende, parallel zu einer Strecke der New York, Chicago and St. Louis Railroad (NKP) verlaufende Strecke zur State Line Junction in Hammond.
Am 26. Januar 1882 wurden SC&WI und C&WIBRC durch die C&WI übernommen. Da sich aber bereits während des Baus abzeichnete, dass die von Süden auf Chicago zulaufenden Strecken einerseits und die Tangentialverbindung andererseits unterschiedliche Organisationsstrukturen benötigten, wurde im November 1882 die Tochtergesellschaft Belt Railway of Chicago (BRC) gegründet. Diese mietete ab 1883 die so genannte Belt Division der C&WI, die aus der Strecke nach Cragin und dem 8,6 km langen, östlich von Pullman Junction gelegenen Streckenabschnitt in South Chicago bestand. Über Trackage-Rights auf dem nun als Terminal Division bezeichneten verbleibenden Teil der C&WI konnte die BRC auch dort Güterverkehr anbieten. In den folgenden Jahren vergrößerte die BRC ihre Anlagen und errichtete unter anderem eigene Gleise parallel zu den C&WI-Anlagen zwischen der 47th Street und Pullman Junction.
Die Stadt Chicago und die C&WI einigten sich schließlich über die Lage des Endbahnhofs, der nun auf Höhe der Kreuzung der Polk Street und der Dearborn Street errichtet werden durfte – weiter südlich als von der C&WI ursprünglich gewünscht, aber nördlich des bisherigen vorübergehenden Endpunkts. 1883 begannen die Bauarbeiten an der Dearborn Station, die ab 8. Mai 1885 die bisherigen provisorischen Anlagen ablöste. Ab 1888 wurde der neue Bahnhof auch durch die Atchison, Topeka and Santa Fe Railway (AT&SF) genutzt, die ihn über eine unmittelbar südlich der Station an der 21st Street gen Südwesten abzweigende eigene Strecke erreichte. Im Gegensatz zu den übrigen Nutzern der Dearborn Station war die AT&SF nicht an der C&WI beteiligt, sondern mietete die benötigten Anlagen bei der C&WI. Eine ähnliche Vereinbarung wurde später auch mit der Chesapeake and Ohio Railway getroffen, die ab 1910 Fernzüge über Hammond zur Dearborn Station führte.
1912 wurde die BRC reorganisiert, wobei die C&WI-Anteilseigner direkt an der BRC beteiligt wurden, während die C&WI seither keine Anteile an der BRC hielt. Die ursprünglich durch die SC&WI und C&WIBRC errichteten Strecken blieben aber noch bis in die zweite Hälfte des 20. Jahrhunderts Eigentum der C&WI, die sie an die BRC vermietete. So war die C&WI an einem Gerichtsverfahren beteiligt, in dem 1938 die Verlegung eines Teilabschnitts der Strecke nach Cragin angeordnet wurde, um Platz für die Vergrößerung des Chicago Midway Airports zu schaffen.
Auf den durch die C&WI selbst betriebenen Strecken verkehrten in den 1940er-Jahren täglich etwa 135 Güter- und 61 Personenzüge. Die überregionalen Züge wurden dabei von den größeren Bahngesellschaften auch auf den C&WI-Gleisen mit eigenen Lokomotiven und eigenem Personal befördert. Selbst betrieb die C&WI lokale Güterzüge auf eigener Infrastruktur, einen Vorortpersonenverkehr zwischen Chicago und Dolton sowie für alle Nutzer der Dearborn Station außer der ATSF die nötigen Rangierdienste.
Mit der Zunahme des motorisierten Individualverkehrs und des Flugverkehrs sank die Zahl der Bahnreisenden jedoch nach dem Ende des Zweiten Weltkriegs deutlich. Die Teilhaber und sonstigen Nutzer der C&WI schränkten ihr Personenverkehrsangebot schrittweise ein und die C&WI stellte ihren eigenen lokalen Personenverkehr am 26. Juli 1963 ein. Mit der Betriebsaufnahme von Amtrak am 1. Mai 1971 wurden alle auf den C&WI-Strecken verbliebenen Fernpersonenzüge entweder über Strecken anderer Betreiber zur Chicago Union Station verlegt oder eingestellt.
Es verblieb lediglich der Vorortverkehr der Norfolk and Western Railway (N&W) auf der vormaligen Wabash-Strecke, der ab 1971 einen einzelnen Bahnsteig westlich der eigentlichen Dearborn Station nutzte. Diese Züge wurden im Dezember 1976 über eine neu geschaffene Gleisverbindung auf Höhe der 21st Street etwa 2,5 km südlich der Dearborn Station ebenfalls zur Union Station verlegt. Die Anlagen der Dearborn Station wurden mit Ausnahme des Empfangsgebäudes ab 1976 abgebrochen und die Gleise von dort bis zur 21st Street abgebaut. Der folgende Abschnitt von der 21st Street bis zur 74th Street wurde anschließend an METRA verkauft, die schrittweise bis 1993 den Vorortverkehr der N&W übernahm.
Im Güterverkehr verlor die C&WI ab den 1950er-Jahren an Bedeutung, da die Ver- und Umladetätigkeiten zunehmend von innenstadtnahen Güterbahnhöfen auf weiter auswärts gelegene Anlagen verlegt wurden. Zugleich wanderte auch Industrie in Vororte oder an andere Standorte ab. Der lokale Güterverkehr der C&WI konnte sich bis 1985 halten. Die C&WI betrieb weiterhin die noch verbliebene Infrastruktur, ehe sie 1994 mit dem Verkauf der letzten Teilstrecken ihre Tätigkeit als Bahngesellschaft einstellte.
Die Anteilseigner der C&WI hatten ihre Struktur seit der Gründung der gemeinsamen Tochtergesellschaft teils deutlich verändert: Die C&EI wurde 1967 durch die Missouri Pacific Railroad (MP) erworben, die wiederum seit 1982 Teil des Union Pacific Systems ist und zum 1. Januar 1997 vollständig übernommen wurde. Die Wabash wurde 1964 Teil der N&W, welche seit 1990 zur Norfolk Southern Railway gehört. Die Chicago and Grand Trunk Railway stand seit 1923 unter Kontrolle der Canadian National Railway, bestand aber unter dem Namen Grand Trunk Western Railroad als eigenständige Gesellschaft fort. Die Monon wurde 1971 durch die Louisville and Nashville Railroad übernommen, die ihrerseits 1982 in das Seaboard System und 1987 in CSX Transportation aufging. Die Chicago and Atlantic wurde 1941 in die Erie Railroad und 1960 in die Erie-Lackawanna Railroad integriert, deren größter Teil 1976 wiederum in Conrail aufging. Die in Hammond an die C&WI anschließende Strecke wurde allerdings nicht von Conrail übernommen und stattdessen kurzzeitig durch die Erie Western Railway betrieben, die Trackage Rights auf der C&WI besaß. 1990 waren die Anteile an der C&WI noch zu je 20 % auf die Nachfolgegesellschaften verteilt, ehe die MP in den 1990er-Jahren die Gesellschaft vollständig erwarb.

## Infrastruktur

### Dearborn Station
Der nördliche Endpunkt der C&WI-Infrastruktur war 1885 der Bahnhof Dearborn Station. Im großen Empfangsgebäude residierte im ersten und zweiten Stock auch die Verwaltung der C&WI. Nach der Stilllegung der Bahnanlagen bis 1976 wurden das Gebäude und das umgebende Areal 1977 verkauft und in den folgenden Jahren zum Wohnviertel Dearborn Park umgestaltet.

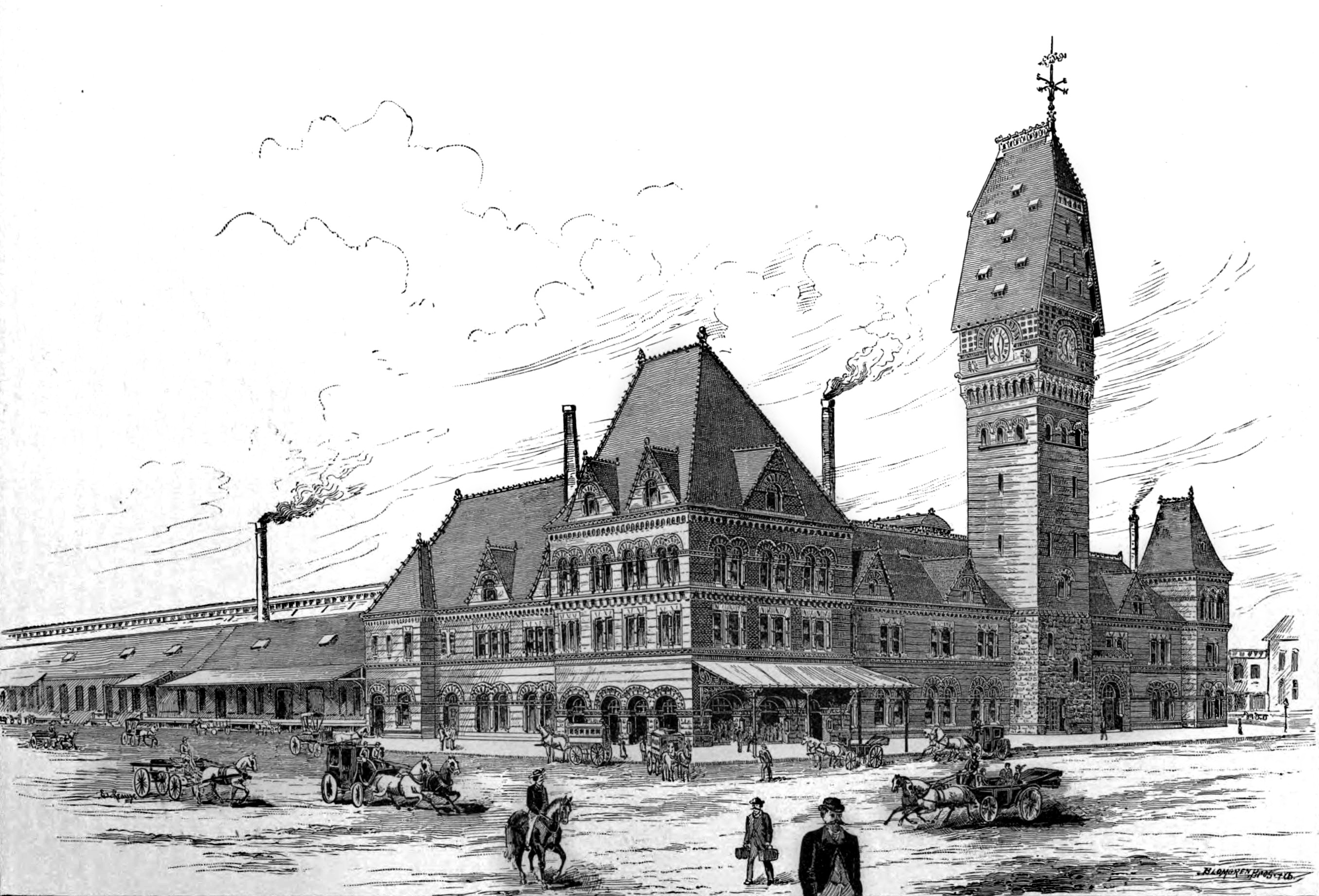
Dearborn Station, etwa 1886
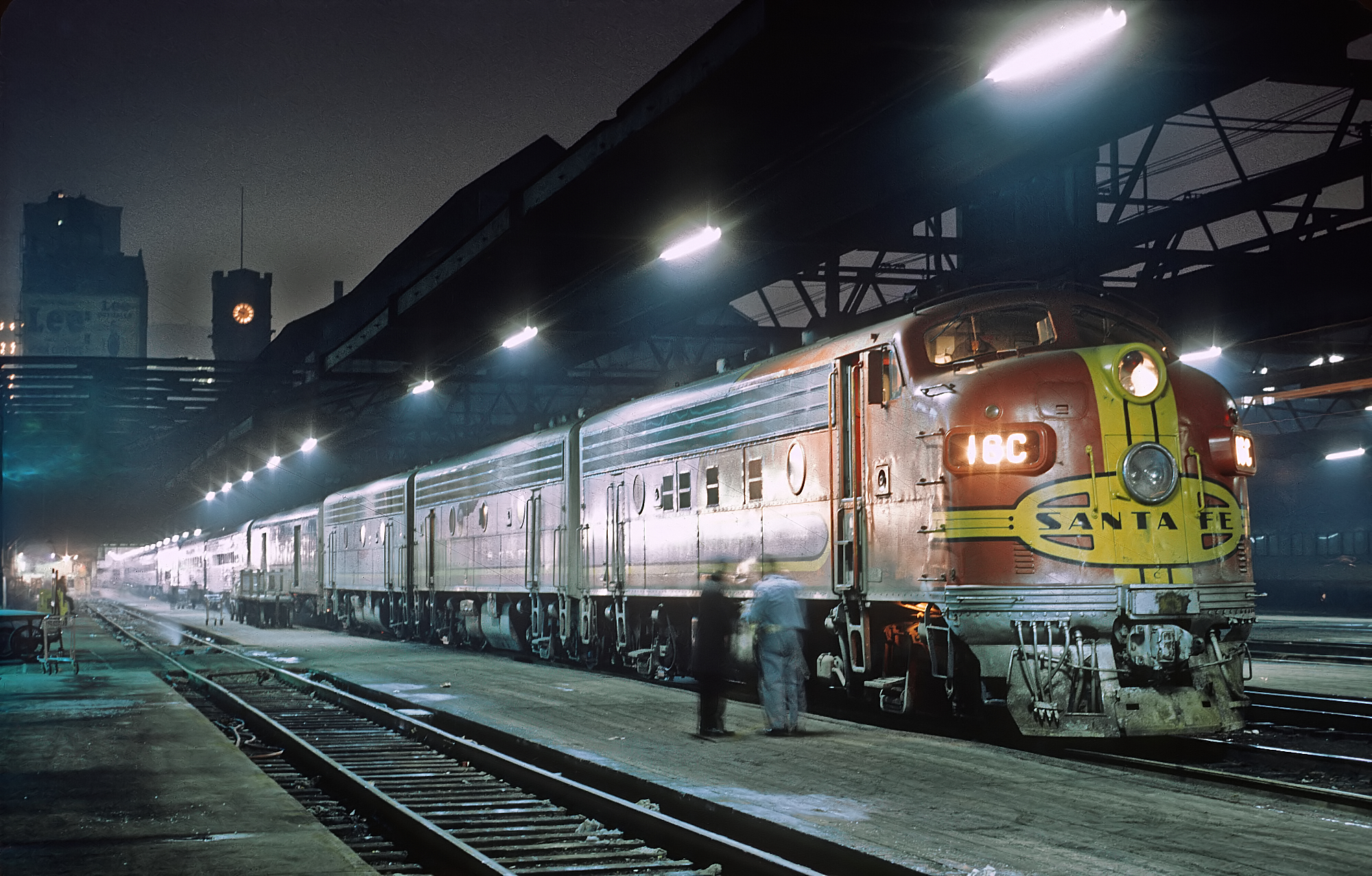
ATSF-Zug Kansas City Chief, 1968
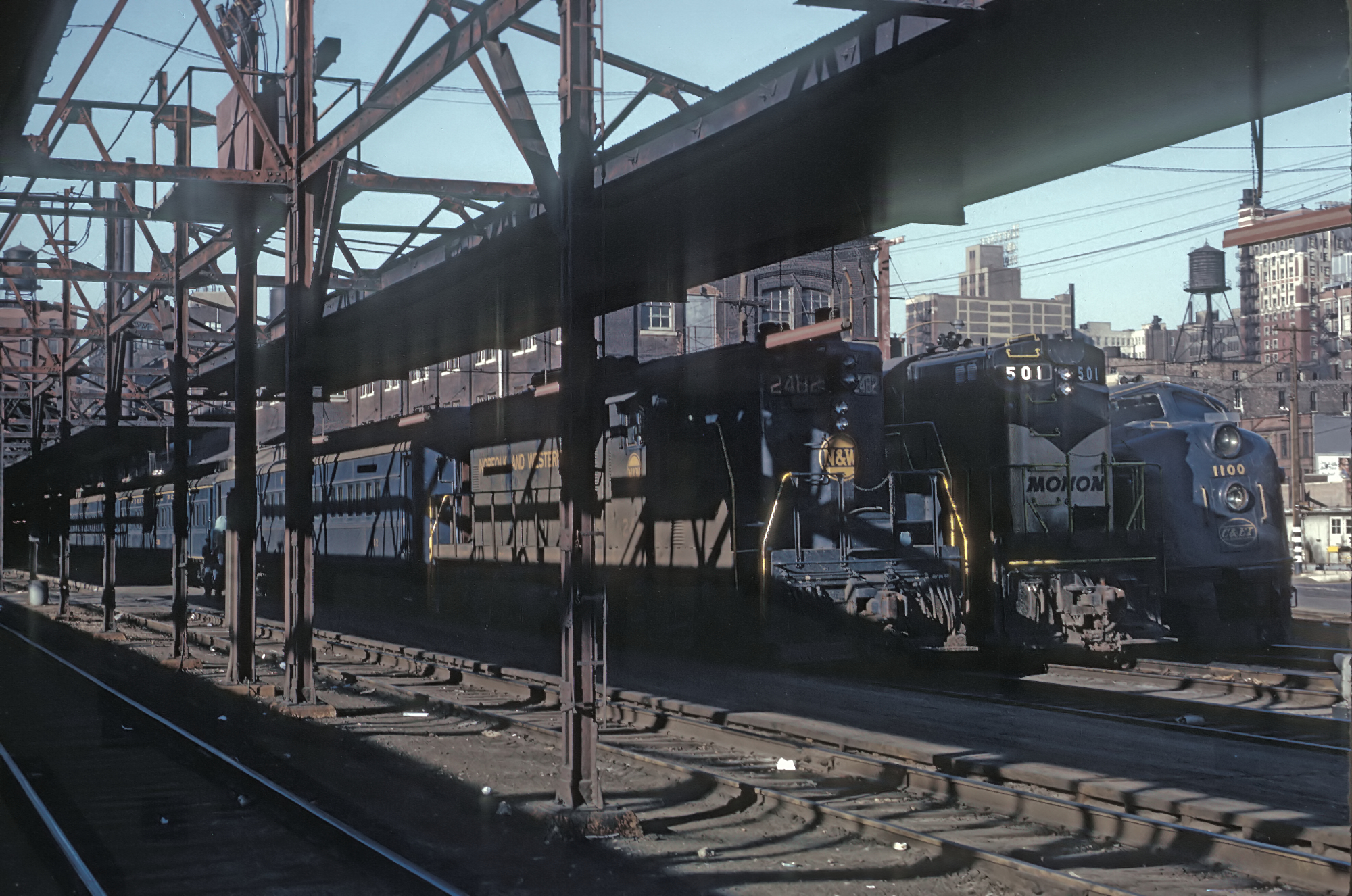
N&W-Lokalzug (links), 1966
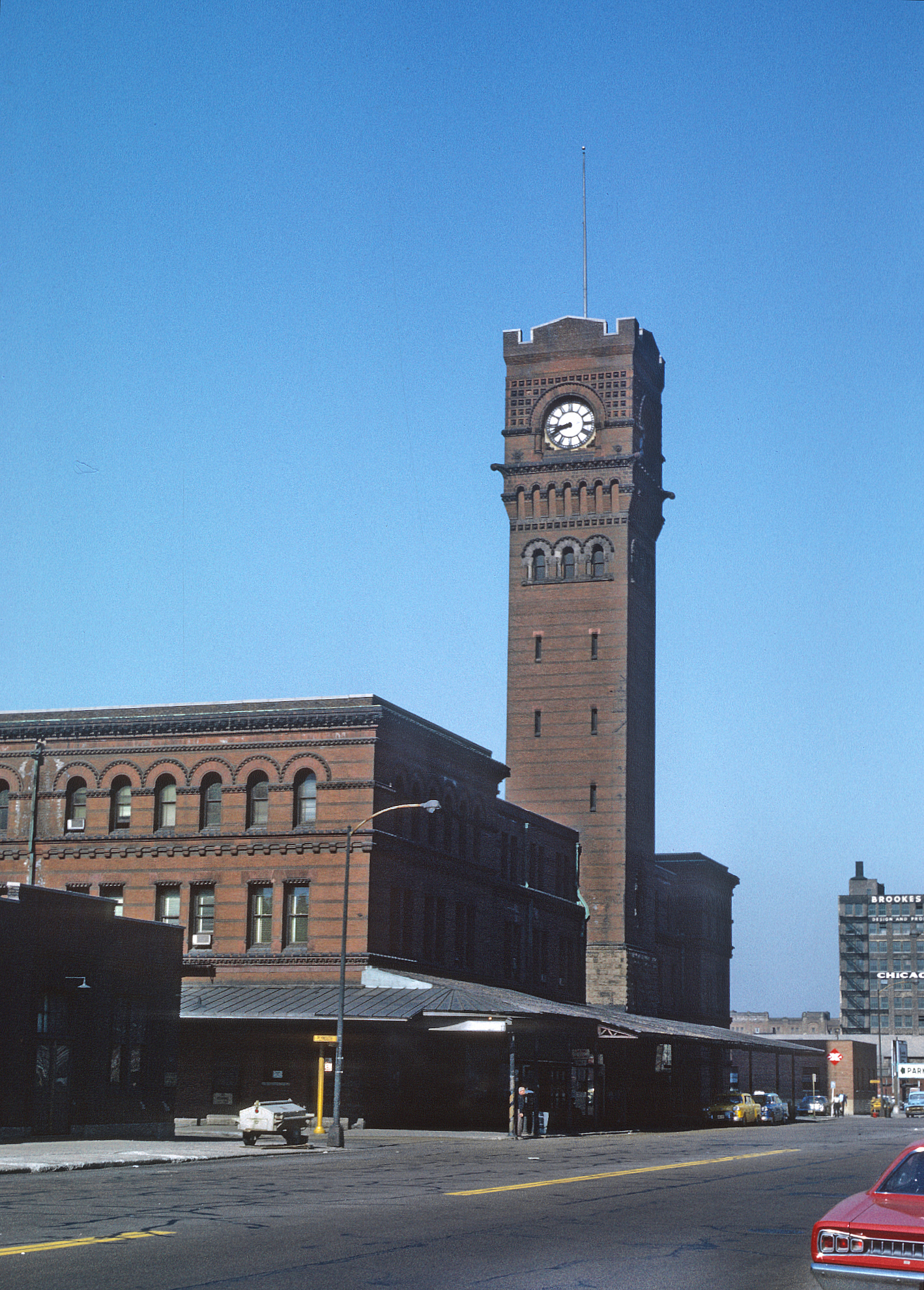
Ostseite, 1966

### Dolton Line

Karte der Dolton- und Hammond-Lines

Die 27 km lange Dolton Line führte von der Dearborn Station südwärts nach Dolton. Etwa auf halber Strecke, in Hammond Junction, zweigte die Hammond Line Richtung Südosten ab. Entlang der Strecke südlich der Dearborn Station lagen mehrere Abstellbahnhöfe, in denen Personenzüge gewartet, gereinigt, abgestellt und neu gebildet wurden. Noch im Bereich der Dearborn Station lagen Anlagen der ATSF. Zwischen der 31st Street und 39th Street folgte der Abstellbahnhof 37th Street Yard der C&EI, südlich davon bis zur 47th Street die Anlagen der Wabash (40th Street Yard) und anschließend bis zur 55th Street die der Chicago and Atlantic bzw. Erie Railroad. Parallel dazu lag der 52nd Street C&WI Coach Yard, der neben den wenigen C&WI-eigenen Personenzügen durch die Monon und GTW genutzt wurde.
Zur Sicherung und Betriebssteuerung der eigenen Strecken sowie der zahlreichen Kreuzungen mit und Abzweigstellen zu anderen Strecken betrieb die C&WI mindestens 14 mechanische Stellwerke. Erst mit der weitgehenden Betriebseinstellung der Dearborn Station 1971 und vor allem der Einführung von Centralized traffic control 1973 wurde die Zahl der Stellwerke reduziert. Die Dispatcher im Stellwerk an der 47th Street waren schließlich für den gesamten Abschnitt nördlich der 81st Street verantwortlich.
Nach 1976 wurde der Abschnitt nördlich der 21st Street stillgelegt und der folgende Teil bis zur 74th Street an METRA verkauft. Das anschließende Stück bis etwa zur 80th Street wurde stillgelegt, während die Strecke von dort bis Dolton seit 1994 zum Netz der Missouri Pacific bzw. seit 1997 der Union Pacific Railroad zählt.

### Hammond Line
Als Hammond Line, gelegentlich auch Main Line, wurde die 16,54 km lange Strecke zwischen Hammond Junction im Süden Chicagos und Hammond im Nordwesten Indianas bezeichnet. Sie endete an der State Line Junction in Hammond.
In den 1980er-Jahren wurde der Abschnitt zwischen 81st Street und 110th Street an die N&W verkauft, womit dieses Streckenstück seit 1990 zum Netz der Norfolk Southern Railway (NS) gehört. Südlich der 110th Street wurde die C&WI-Strecke in den 1980er-Jahren stillgelegt. Allerdings verlegte die NS auf einem Abschnitt südlich der 130th Street die Gleise ihrer parallel verlaufenden Strecke (ursprünglich eine Strecke der NKP) auf die Trasse der C&WI-Hammond-Line. Wiederum weiter südlich, in South Deering, wurde ein kurzes Stück der C&WI-Infrastruktur verkauft und wird heute durch Chicago Rail Link im Güterverkehr genutzt.

## Verkehr

### Personenverkehr
Die auf die Dearborn Station zulaufenden Strecken der C&WI wurden von den nach Chicago verkehrenden Personenzügen ihrer Anteilseigner genutzt. Die C&WI übernahm die anfallenden Rangierdienste in der Dearborn Station sowie die Überführungen zu bzw. von den südlich gelegenen Abstellbahnhöfen für alle Nutzer außer der ATSF. Mit dem Ende des Personenfernverkehrs auf den C&WI-Strecken am 30. April 1971 wurde der Rangier- und Überstellungsdienst aufgegeben; die verbliebenen Vorortzüge der N&W benötigten diese Leistungen nicht. Letztere erhielten ab 1978 Subventionen und wurden schrittweise in das METRA-System integriert. Seit 1993 ist Metra der Betreiber dieser seither als Southwest Service bezeichneten Züge.
Zudem betrieb die C&WI selbst einzelne eigene Personenzüge zwischen Dolton und der Dearborn Station, die vor allem dem Pendlerverkehr dienten. Nach dem Zweiten Weltkrieg wurden wochentags noch zwei Zugpaare angeboten, samstags eines. Im August 1963 wurde das Angebot auf ein Fahrtenpaar an Wochentagen eingeschränkt und ein Jahr später mit der letzten Fahrt am 28. August 1964 schließlich eingestellt.

### Güterverkehr
Auch im Güterverkehr stellten die Strecken der C&WI für die Anteilseigner des Unternehmens die Verbindungen nach Chicago und darüber hinaus her. Alle fünf beteiligten Bahngesellschaften betrieben südlich der Dearborn Station eigene Güterschuppen; ferner wurden gemeinschaftlich die Team Tracks der C&WI genutzt. Wichtiger noch waren die Verknüpfungen zur Belt Railway of Chicago, über deren Bahnhöfe der Wagentausch mit zahlreichen anderen Bahnen erfolgte.
Während die von den bzw. zu den anschließenden Strecken verkehrenden Güterzüge jeweils mit Personal und Lokomotiven der größeren Bahngesellschaften befördert wurden, besorgte die C&WI Rangierdienste und bediente Gleisanschlüsse an ihren Strecken.

## Fahrzeuge
Für die selbst beförderten Züge beschaffte die C&WI in den 1880er-Jahren vor allem Dampflokomotiven der Achsfolge 1C (Mogul). Da sie nur auf kurzen Strecken ohne größere Steigungen eingesetzt wurden, hielt die C&WI auch im 20. Jahrhundert weiter an Maschinen dieser Größe fest. Spätestens in den 1940er-Jahren war der von der C&WI praktizierte Einsatz von Mogul-Dampflokomotiven auf Hauptstrecken eine Seltenheit.
Ab den 1940er-Jahren beschaffte die C&WI Diesellokomotiven, darunter zwölf ALCO RS-1, zwei EMD NW2 und eine ALCO HH, mit denen bis 1950 alle Dampflokomotiven abgelöst wurden.
Die ALCO RS-1 übernahmen auch die Bespannung der C&WI-Vorortzüge nach Dolton. Für diese Züge hielt das Unternehmen eigene Personenwagen vor; zuletzt ab den 1950er-Jahren noch mindestens drei 1924 ursprünglich für die Erie Railroad gebaute Wagen. Nach der Einstellung des C&WI-Personenverkehrs wurden zwei Wagen an die Cadillac and Lake City Railway für deren Betrieb in Michigan verkauft.